# Cynic

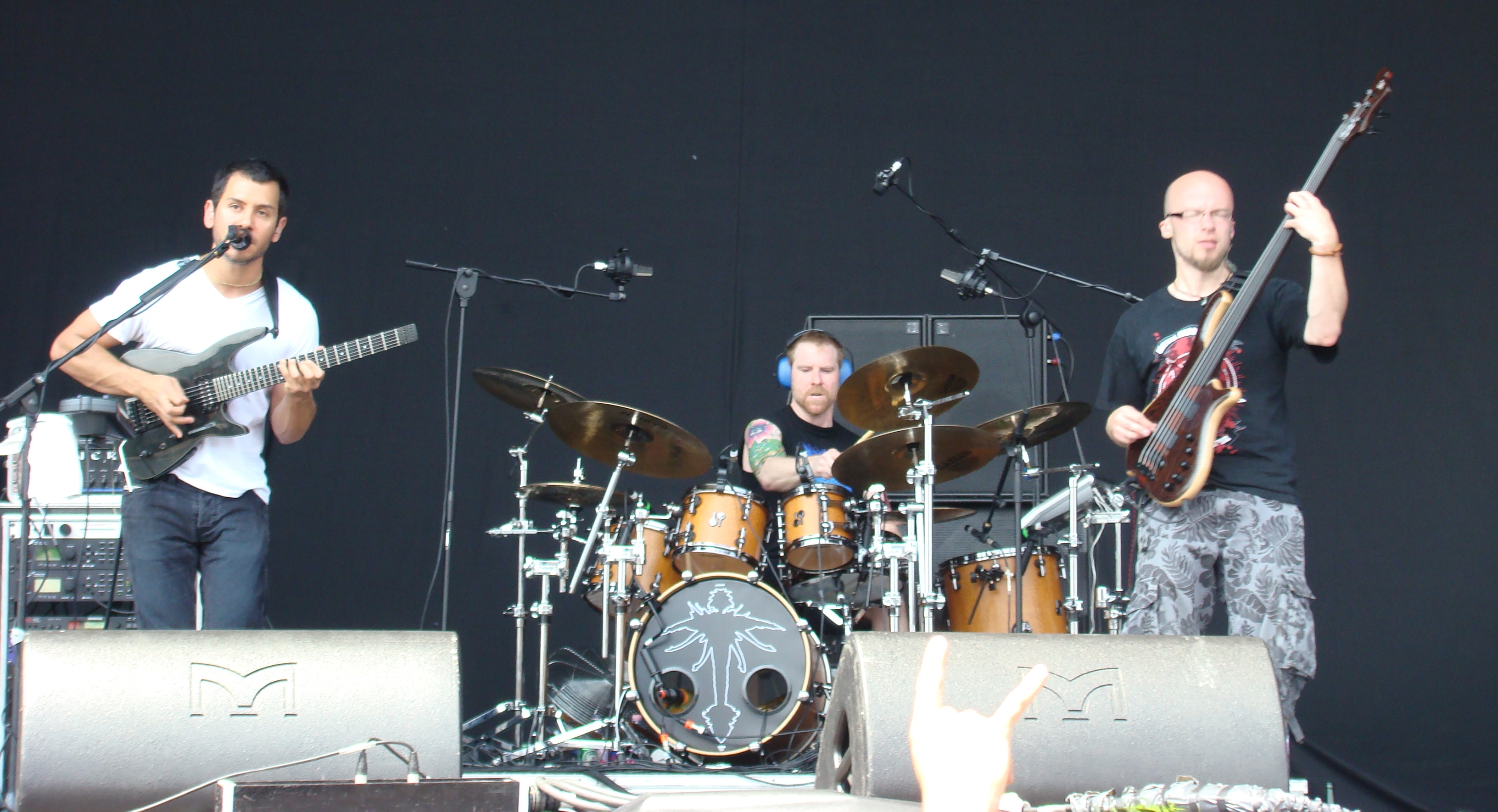
Cynic in 2009

Cynic is een Amerikaanse muziekgroep uit de omgeving van Miami. De band speelt een mix van progressieve rock, deathmetal en fusion, met af en toe een vleug psychedelische rock.

## Geschiedenis
Cynic werd in 1987 opgericht door Paul Masvidal en Sean Reinert.  De band bestond toen uit:
- Paul Masvidal – Gitaar
- Sean Reinert – Slagwerk
- Mark Van Erp – Basgitaar
- Jack Kelly – Zang

### Demotijdperk
Al na de eerste demo in 1988 vertrekt Kelly en neemt Masvidal ook de zangpartijen voor zijn rekening. In 1989 wordt Jason Gobel als tweede gitarist toegevoegd aan de band; bassist Mark Van Erp wordt vervangen door Tony Choy. Er volgen meer demo's. Roadrunner Records geeft hun vierde demo uit onder de titel Demo 1991. Daarna hebben Masvidal en Reinert andere verplichtingen: ze gaan in 1991 op tournee met Death nadat ze op hun album Human hebben meegespeeld.

### Focus (1993)
Als ze augustus 1992 de studio ingaan voor hun eerste echte album, raast Orkaan Andrew over Florida en beschadigt zowel het huis van Gobel als de studio, waardoor de opnamen maandenlang moeten worden uitgesteld. De opnamen komen opnieuw in gevaar als Masvidal zijn stem dreigt te verliezen, reden dat Brian Deneffe als zanger wordt aangetrokken, die al gauw wordt vervangen door Tony Teegarden. Teegarden grunt op het album, Masvidal doet de vocoderzang. In de studio wordt basgitarist Sean Malone ingehuurd. In de opvolgende tournee neemt Chris Kringel zijn plaats in want Malone heeft andere verplichtingen.Het album Focus komt uit in 1993 en wordt in het genre gezien als baanbrekend. Het album is moeilijk verkrijgbaar en krijgt mede daardoor een cultstatus. In 2003 wordt het album geremasterd en worden 3 nummers van Paul Masvidal, Sein Reinert en Jason Gobel's band Portal toegevoegd aan de tracklist. Op 9 juni 2023 is een remix en remaster uitgebracht, genaamd ReFocus .

### Ontbinding en reünie (1994-2006)
Na het verschijnen van het album Focus en de bijbehorende tournee, met onder meer Dynamo Open Air, valt de band uit elkaar. Ieder gaat zijn eigen weg; leden komen terecht in Æon Spoke en bij Bill Bruford, Steve Hackett en Gordian Knot. In september 2006 zijn er de eerste tekenen dat de band weer bij elkaar zal komen. De daadwerkelijke aankondiging daarvan door Masvidal wordt gevolgd door een korte tournee in 2007. De band bestaat dan uit Masvidal, Reinert, David Senescu en Chris Kringel. Teegarden wordt weer ingehuurd voor de grunts. De reünie mondt uit in plannen voor een nieuw album.

### Traced In Air (2008)
Voor het nieuwe album is nieuw materiaal geschreven, aangevuld met restmateriaal van Focus. De Nederlandse gitarist Tymon Kruidenier van de band Exivious treedt toe. In 2008 verschijnt Traced in Air. Het album is opgenomen met Masvidal, Reinert, Kruidenier en Malone. Er volgt een tournee met onder meer Wacken Open Air en als opener voor Opeth. Bassist Malone kan niet altijd aanwezig zijn en wordt dan vervangen door Robin Zielhorst, eveneens afkomstig van Exivious. Op 27 september 2019 kreeg het album een remix en remaster door Adam "Nolly" Getgood van Periphery, en nieuwe baslijnen werden ingespeeld door Sean Malone. De grunt zang van Tymon Kruidenier werd voor het grootste deel verwijderd van het album.

### Re-Traced (2010)
In 2010 verschijnt Re-Traced, een ep met herinterpretaties van nummers van Traced In Air.

### Carbon-Based Anatomy (2011)
Carbon-Based Anatomy verschijnt in 2011 en is een ep met zes nieuwe nummers - hoewel het titelnummer een herinterpretatie is van de niet uitgebrachte Æon Spoke-single Homosapien.

### The Portal Tapes (2012)
The Portal Tapes bevat demomateriaal uit de periode tussen Focus (1993) en Traced In Air (2008), toen Cynic niet meer als zodanig actief was. De demo wordt in 2012 geremasterd en opnieuw uitgebracht.

### Kindly Bent to Free Us (2014)
Kindly Bent to Free Us is het derde volwaardige album, uitgekomen op 14 februari 2014. Cynic is dan een trio: Masvidal, Reinert en Malone. Kort na verschijning van het album gaven Masvidal en Reinert een interview waarin ze aangaven homoseksueel te zijn. In hun privéleven was dat al langer bekend, maar mede door vrees voor reacties uit de metalwereld hadden ze zich er eerder niet publiek over uitgesproken.

### Overlijden Reinert en Malone (2020)
Mede-oprichter Sean Reinert kondigt in 2015 zijn vertrek uit, en de opheffing van, Cynic aan. Het laatste blijkt voorbarig, het eerste niet: Reinert wordt vervangen door Matt Lynch (ex-Trioscapes). Reinerts vertrek uit Cynic wordt definitief in december 2017. Op 24 januari 2020 overlijdt Reinert onverwachts.
Sean Malone overlijdt op 9 december 2020, naar later blijkt door zelfdoding. Malone worstelde met depressieve gevoelens na het overlijden van zijn moeder in 2018 en Reinert in 2020, verergerd door de coronapandemie. Masvidal brengt in 2021 een nieuwe versie van de track Integral uit, met Malone op bas, als eerbetoon en om geld in te zamelen voor zelfmoordpreventie.

### Ascension Codes (2021)
In november 2021 verschijnt Ascension Codes. Het album is volgespeeld door Masvidal, Matt Lynch op drums en Dave Mackay op bassynthesizer.

## Bandleden

### Huidige leden
- Paul Masvidal - Gitaar/zang (1987-1994, 2006-heden) (ex-Death, Gordian Knot, ex-Portal, Master, Æon Spoke)
- Matt Lynch - drums (sedert 2020)
- Dave Mackay - bassynthesizer (sedert 2021)

### Voormalige leden
- Sean Malone † - Fretloze basgitaar, Chapman Stick (1993-1994, 2008-2020) (ex-Aghora, Gordian Knot, Office of Strategic Influence)
- Sean Reinert † - drums (1987-1994, 2006-2020) (Aghora, ex-Death, Gordian Knot, ex-Portal, Æon Spoke)
- Aruna Abrams - Zang, keyboard (1994-1996)
- Tony Choy - Basgitaar (1991-1993) (Atheist, ex-Pestilence)
- Jason Gobel - Gitaar (1988-1994) (Gordian Knot, ex-Portal, ex-Monstrosity)
- Brandon Griffin - Fretloze basgitaar (live, 2011-heden) (The Faceless)
- Jack Kelly - Zang (1987-1988)
- Chris Kringel - Basgitaar (1993-1994, 2006-2007) (ex-Portal)
- Tymon Kruidenier - Gitaar, death growls/grunt (2008-2010) (Exivious)
- Max Phelps - Gitaar, death growls/grunt (live, 2011-heden) (Exist, Death To All)
- David Senescu - Gitaar (2007)
- Tony Teegarden - Keyboard, zang (1993-1994, 2006-2007)
- Mark Van Erp - Basgitaar (1987-1989) (ex-Malevolent Creation, ex-Monstrosity)
- Robin Zielhorst - Fretloze basgitaar (2008-2010) (Exivious)

## Discografie

### Albums
- Focus (1993)
- Traced in Air (2008)
- Kindly Bent to Free Us (2014)
- Ascension Codes (2021)

### Ep's
- Re-Traced (2010)
- Carbon-Based Anatomy (2011)

### Compilatiealbums
- The Portal Tapes (2012)

### Demos
- '88 Demo (1988)
- Reflections of a Dying World (1989)
- '90 Demo (1990)
- Demo 1991 (1991)
- Portal 1995 (1995)
- Promo (2008)